# Кіндратівська сільська рада (Сумський район)
Кіндра́тівська сільська́ ра́да — колишній орган місцевого самоврядування в Сумському районі Сумської області. Адміністративний центр — село Кіндратівка.

## Загальні відомості
- Населення ради: 1 383 особи (станом на 2001 рік)

## Населені пункти
Сільській раді були підпорядковані населені пункти:
- с. Кіндратівка
- с. Костянтинівка
- с. Степне
- с. Перше Травня

## Склад ради
Рада складалася з 12 депутатів та голови.
- Голова ради: Торяник Микола Іванович

### Керівний склад попередніх скликань
| Прізвище, ім'я, по батькові | Основні відомості                                                 | Дата обрання | Дата звільнення |
| --------------------------- | ----------------------------------------------------------------- | ------------ | --------------- |
| Торяник Микола Іванович     | Сільський голова, 1967 року народження, безпартійний              | 26.03.2006   | 31.10.2010      |
| Торяник Микола Іванович     | Сільський голова, 1967 року народження, освіта середня спеціальна | 31.10.2010   |                 |

Примітка: таблиця складена за даними сайту Верховної Ради України

### Склад сільської ради
Обраний в результаті місцевих вибторів 25 жовтня 2016 року.
| № ВО | Прізвище, ім'я, по батькові     | Ким висунуто  | Відомості |
| 1    | Харченко Віктор Іванович        | Самовисування | Громадянин України, народився 27.06.1964 р., освіта вища, безпартійний, ТОВ АФ "Лан", керуючий МТК, місце проживання: с. Кіндратівка, Сумський р-н, Сумська обл.            |
| 2    | Чешенко Світлана Миколаївна     | Самовисування | Громадянка України, народилася 27.12.1962 р., освіта вища, безпартійна, сільська рада, секретар с/р, місце проживання: с. Кіндратівка, Сумський р-н, Сумська обл.           |
| 3    | Василенко Валерій Юрійович      | Самовисування | Громадянин України, народився 10.11.1981 р., освіта вища, безпартійний, сільська рада, зем-ле-впо-ряд-ник, місце проживання: с. Кіндратівка, Сумський р-н, Сумська обл.     |
| 4    | Сенченко Віктор Володимирович   | Самовисування | Громадянин України, народився 21.05.1974 р., освіта загальна середня, безпартійний, ТОВ "РОСТ", водій, місце проживання: с. Кіндратівка, Сумський р-н, Сумська обл.         |
| 5    | Кульченко Олександр Миколайович | Самовисування | Громадянин України, народився 29.01.1970 р., освіта загальна середня, безпартійний, ТОВ "Лан", водій, місце проживання: с. Кіндратівка, Сумський р-н, Сумська обл.          |
| 6    | Доценко Микола Васильович       | Самовисування | Громадянин України, народився 06.10.1939 р., освіта вища, безпартійний, пенсіонер, місце проживання: с. Кіндратівка, Сумський р-н, Сумська обл.                             |
| 7    | Лісниченко Микола Олексійович   | Самовисування | Громадянин України, народився 01.01.1962 р., освіта загальна середня, безпартійний, ТОВ "Лан", водій, місце проживання: с. Кіндратівка, Сумський р-н, Сумська обл.          |
| 8    | Стрічка Сергій Григорович       | Самовисування | Громадянин України, народився 03.01.1971 р., освіта загальна середня, безпартійний, сільська рада, водій, місце проживання: с. Кіндратівка, Сумський р-н, Сумська обл.      |
| 9    | Москвін Віктор Сергійович       | Самовисування | Громадянин України, народився 24.06.1973 р., освіта загальна середня, безпартійний, ТОВ "Лан", тракторист, місце проживання: с. Костянтинівка, Сумський р-н, Сумська обл.   |
| 10   | Дьячков Володимир Олександрович | Самовисування | Громадянин України, народився 14.07.1966 р., освіта вища, безпартійний, безробітний, місце проживання: с. Костянтинівка, Сумський р-н, Сумська обл.                         |
| 11   | Стрижак Микола Вікторович       | Самовисування | Громадянин України, народився 01.05.1968 р., освіта загальна середня, безпартійний, ТОВ АФ "Степ", керуючий МТФ, місце проживання: с. Ленінське, Сумський р-н, Сумська обл. |
| 12   | Зякун Володимир Миколайович     | Самовисування | Громадянин України, народився 02.03.1973 р., освіта загальна середня, безпартійний, ТОВ АФ "Степ", водій, місце проживання: с. Ленінське, Сумський р-н, Сумська обл.        |